# Gerry Baker
Gerry Baker (New Rochelle, 11 de abril de 1938 - 24 de agosto de 2013) fue un jugador de fútbol profesional estadounidense que jugaba en la demarcación de delantero.

## Biografía
Gerry Baker debutó como futbolista profesional en 1956 con el Motherwell FC escocés a los 18 años de edad tras ser fichado del Chelsea FC Reserves. Además jugó para Saint Mirren FC, Manchester City FC, Hibernian FC, Ipswich Town FC, Coventry City FC, Brentford FC, Margate FC, Nuneaton Town FC, Bedworth United FC y finalmente para el Worcester City FC, club donde se retiró en 1975 a los 37 años de edad. Además durante su etapa en el Margate FC fue jugador-entrenador del equipo.
Gerry Baker falleció el 24 de agosto de 2013 a los 75 años de edad.

## Selección nacional
Gerry Baker llegó a ser convocado por la selección de fútbol de Estados Unidos durante su etapa en el Coventry City FC, llegando a jugar un total de 7 partidos con la selección y habiendo marcado un total de dos goles.

## Clubes

### Como futbolista
| Club                  | País       | Año         | Partidos | Goles |
| --------------------- | ---------- | ----------- | -------- | ----- |
| Motherwell FC         | Escocia    | 1956 - 1958 | 11       | 4     |
| Saint Mirren FC       | Escocia    | 1958 - 1960 | 63       | 42    |
| Manchester City FC    | Inglaterra | 1960 - 1961 | 37       | 14    |
| Hibernian FC          | Escocia    | 1961 - 1963 | 59       | 27    |
| Ipswich Town FC       | Inglaterra | 1963 - 1967 | 135      | 58    |
| Coventry City FC      | Inglaterra | 1967 - 1969 | 21       | 3     |
| Brentford FC (cedido) | Inglaterra | 1969        | 8        | 2     |
| Coventry City FC      | Inglaterra | 1969 - 1970 | 10       | 2     |
| Margate FC            | Inglaterra | 1970 - 1971 | 40       | 10    |
| Nuneaton Town FC      | Inglaterra | 1971 - 1972 | 30       | 9     |
| Bedworth United FC    | Inglaterra | 1972 - 1974 | ¿?       | ¿?    |
| Worcester City FC     | Inglaterra | 1974 - 1975 | 7        | 2     |

### Como entrenador
| Club       | País       | Año         |
| ---------- | ---------- | ----------- |
| Margate FC | Inglaterra | 1970 - 1971 |